# Archer Mangueira
Augusto Archer de Sousa Mangueira (* 26. Februar 1962 in Luanda) ist ein angolanischer Politiker der Movimento Popular de Libertação de Angola (MPLA).

## Leben
Augusto Archer de Sousa Mangueira absolvierte nach dem Schulbesuch ein Studium an der Hochschule für Ökonomie „Bruno Leuschner“ in Ost-Berlin. Bereits 1981 wurde er für die Movimento Popular de Libertação de Angola (MPLA) zum Mitglied der Volksversammlung (Assembleia Popular) der Provinz Luanda gewählt. 1989 wurde er Dozent an der Wirtschaftswissenschaftlichen Fakultät der Universidade Agostinho Neto und war im Anschluss unter anderem Technischer Berater für Studien und Planungen der Nationalen Elektrizitätsgesellschaft EDEL (Empresa Nacional de Electricidade de Angola) sowie Verwaltungsdirektor des Gesundheitsunternehmens Clínica Multiperfil. Danach war er Leitender Assistent sowie Wirtschaftsberater von Staatspräsident José Eduardo dos Santos und schließlich Koordinator der Technischen Gruppe des Ministerrates. Nachdem er Staatssekretär sowie Vize-Minister für Handel war, wurde er Mitglied der Nationalen Kommission für ländliche Entwicklung und Armutsbekämpfung (Comissão Nacional de Desenvolvimento Rural e Combate à Pobreza). 2012 wurde Mangueira Präsident der Handelskommission der Hauptstadt Luanda
Am 5. September 2016 wurde Mangueira im Zuge einer Regierungsumbildung von Staatspräsident José Eduardo dos Santos als Nachfolger von Armando Manuel zum Finanzminister (Ministro das Finanças) in dessen Kabinett berufen. Nachdem am 26. September 2017 João Lourenço als neuer Präsident von Angola vereidigt worden war, übernahm er am 28. September 2017 in dessen Kabinett weiterhin das Amt des Finanzministers. In dieses Kabinett wurden ferner Manuel Domingos Augusto als Außenminister sowie Salviano de Jesus Sequeira als Verteidigungsminister berufen, während Innenminister Ângelo de Barros da Veiga Tavares ebenfalls sein Amt behielt. Er engagierte sich auch als Präsident des Handballverbandes (Federação Angolana de Andebol) und ist auch Vizepräsident des Nationalen Olympischen Komitees COA (Comité Olímpico Angolano). Er ist ferner Mitglied des Zentralkomitees der MPLA.